# 鈴木けんじ
鈴木 けんじ（すずき けんじ、1965年5月10日 - ）は、日本のアニメソング歌手、写真家、実業家。三重県出身。既婚。
本名は鈴木 健治（読み同じ）。

## 略歴
幼少時、ラジオから流れてきた洋楽に衝撃を受ける。これをきっかけに音楽の道を志し上京。
1989年、テレビアニメ『魔動王グランゾート』の主題歌『光の戦士たち』にてアニメシンガーデビュー。同曲の作曲者は、自身がかねてより大ファンのタケカワユキヒデだった。
かつては「VELVET☆MOON」というバンドでの活動歴がある。
1990年、「スーパー戦隊シリーズ」第14作目である『地球戦隊ファイブマン』の主題歌・挿入歌の歌唱を担当。当初は「兄弟愛」という作品のテーマを理解できなかったが、エンディングテーマ「ファイブマン、愛のテーマ」の歌詞に深い感動を覚えたという。
明るく爽やかな歌声を持ち味としたが、1992年に歌手業を停止。
以降はウエディングフォト会社や写真館、プロラボ等を経営し、ウエディングフォトグラファーやウエディングフォト・セミナー講師等で活動している。
2006年11月19日に開催されたライブイベント「スーパー戦隊"魂"2006 LIVE」にて、14年ぶりに歌手として登場。『地球戦隊ファイブマン』の主題歌2曲（OP・ED）を披露した。『ファイブマン、愛のテーマ』は、17年前の録音時以来の歌唱だったという。また、これをきっかけにライブを中心に歌手活動を再開した。
2020年3月14日には、著書『人生謎解きトリップ -時空を超えてやってきたのは自分!?-』を出版した。

## 代表曲
すべて日本コロムビアより発売。
特撮
| 曲名                            | 発売年月日   | 規格品番              | 備考                                                                   |
| ------------------------------- | ------------ | --------------------- | ---------------------------------------------------------------------- |
| 地球戦隊ファイブマン            | 1990年4月1日 | CC-8415 / CFK-660     | 『地球戦隊ファイブマン』オープニングテーマ                             |
| ファイブマン、愛のテーマ        | 1990年4月1日 | CC-8415 / CFK-660     | 『地球戦隊ファイブマン』エンディングテーマ                             |
| 熱いビートでファイブマン        | 1990年7月1日 | COCC-6435 / COTC-1180 | 『地球戦隊ファイブマン ヒット曲集』収録 『地球戦隊ファイブマン』挿入歌 |
| ジャンケンジャンプ!ファイブマン | 1990年7月1日 | COCC-6435 / COTC-1180 | 『地球戦隊ファイブマン ヒット曲集』収録 『地球戦隊ファイブマン』挿入歌 |
| ブラザー・ブラッド              | 1990年7月1日 | COCC-6435 / COTC-1180 | 『地球戦隊ファイブマン ヒット曲集』収録 『地球戦隊ファイブマン』挿入歌 |

テレビアニメ
| 曲名                       | 発売年月日     | 規格品番          | 備考                                                               |
| -------------------------- | -------------- | ----------------- | ------------------------------------------------------------------ |
| 光の戦士たち               | 1989年4月21日  | CC-8204 / CK-833  | 『魔動王グランゾート』オープニングテーマ                           |
| マジカルゴ・アドベンチャー | 1989年8月1日   | CC-3769 / CAY-924 | 『魔動王グランゾート ヒット曲集』収録 『魔動王グランゾート』挿入歌 |
| でっかい命                 | 1989年12月1日  | CC-4375 / CAY-938 | 『魔動王グランゾート 音楽集II』収録 『魔動王グランゾート』挿入歌   |
| ズダダン!キン肉マン        | 1991年10月21日 | CODC-8918         | 『キン肉マン キン肉星王位争奪編』オープニングテーマ                |

OVA
| 曲名                               | 発売年月日   | 規格品番  | 備考                                                                                              |
| ---------------------------------- | ------------ | --------- | ------------------------------------------------------------------------------------------------- |
| Sailing to the Dream〜夢への船出〜 | 1992年3月1日 | COCC-9604 | 『フォックスウッドものがたり〜いっとうしょうはだあれ〜』収録 『フォックスウッドものがたり』挿入歌 |

## 書籍
- 人生謎解きトリップ -時空を超えてやってきたのは自分!?-（2020年3月14日）